# Мидин, Григорий Гаврилович
Григорий Гаврилович Мидин — советский военно-морской деятель, инженерный работник, преподаватель, начальник отдела связи Специальных курсов офицерского состава ВМФ СССР, инженер-капитан 1-го ранга (1940).

## Биография
Русский, в РККФ с ноября 1917, в РКП(б) с 1919. Участник Гражданской войны против белофиннов и войск генерала Юденича, с января 1918 по октябрь 1919. Был ранен и контужен под деревней Паски. В 1940 начальник отдела связи Специальных курсов офицерского состава ВМФ СССР. В годы Великой Отечественной войны продолжал оставаться на прежней должности.
Из аттестации: Руководит отделом Связи, за техникой специальности следит. Решителен, силой воли обладает.

### Звания
- Инженер-флагман 3-го ранга (3 ноября 1939);[2][3]
- Инженер-капитан 1-го ранга (8 июня 1940).[4]

### Награды
- Орден Ленина (1945);
- Орден Красного Знамени (1944);
- Орден Красной Звезды;
- Юбилейная медаль «XX лет Рабоче-Крестьянской Красной Армии»;
- Медаль «За победу над Германией в Великой Отечественной войне 1941—1945 гг.».